# Захожий, Александр Григорьевич
Александр Григорьевич Захожий (нем. Oleksandr Zakhozhyi; род. 7 сентября 1993, Днепродзержинск, Украина) — украинский боксёр-профессионал, выступающий в тяжёлой весовой категории. Многократный чемпион мира и Европы по боевым искусствам в любителях. Среди профессиональных боксёров бывший чемпион Европы по версии EBU (2024 — 2024), чемпион Франкоязычных стран по версии WBC Francophone (2021—2023) в тяжёлом весе.
Лучшая позиция по рейтингу BoxRec — 41-я (апрель 2024) и является 4-м среди украинских боксёров тяжёлой весовой категории, — входя в ТОП-70 лучших тяжеловесов всего мира.

## Биография
Александр Захожий родился 7 сентября 1993 года в городе Днепродзержинск, Украина.
Окончил факультет физического воспитания Запорожского национального университета по специальности «Украинский рукопашный бой „Спас“».

## Любительская карьера
С юности Александр занимался разными видами боевых искусств и рукопашного боя. На соревнованиях он представлял украинскую федерацию рукопашного боя «СПАС», тренируясь под руководством Александра Притула. Является многократным чемпионом мира и Европы по боевым искусствам.

## Профессиональная карьера
В 2016 году Александр Захожий сосредоточился на боксе и стал проходить боксёрские спарринги в тренировочных лагерях известных боксёров. И в 2017 году перешёл в профессиональный бокс подписав контракт с немецкой промоутерской компанией Faecher Sport Management. Теперь он тренируется и проживает в Карлсруэ (Германия), а свои профессиональные боксёрские бои проводит в Европе.
Захожий набирается опыта работая спарринг-партнёром в тренировочных лагерях таких чемпионов как: Владимир Кличко — когда тот в 2016 году готовился к реваншу с Тайсоном Фьюри, братья Кубрат и Тервел Пулевы, Андрей Руденко. Несколько раз был в тренировочных лагерях своего соотечественника Александра Усика и россиянина Александра Поветкина, в частности помогая последнему подготовиться к чемпионскому бою Энтони Джошуа — Александр Поветкин.
17 июня 2017 года провёл дебютный бой на профессиональном ринге, победив нокаутом в 1-м же раунде опытного грузинского боксёра Давита Гогишвили (12-5).
22 июля 2017 года, во втором своём профессиональном бою, Александр нокаутировал опытного чеха Томаша Мразека (10-65-6) — бойца, которого не смогли отправить в нокаут Тайсон и Хьюи Фьюри, и многие другие известные супертяжеловесы.
15 декабря 2018 года в Киеве, в десятом своём профессиональном бою, Александр победил нокаутом в 3-м раунде опытного бразильца Иринеу Беато Коста Джуниора (19-8).
11 октября 2019 года в Карлсруэ (Германия) единогласным решением судей (счёт: 80-72, 80-73, 79-73) победил возрастного американского спойлера Кевина Джонсона (34-14-1).
22 января 2022 года в Эггенштайн-Леопольдсхафене (Германия) досрочно техническим нокаутом в 3-м раунде победил опытного чеха Павела Соура (14-6).
26 марта 2022 года в Дортмунде (Германия) досрочно техническим нокаутом в 1-м же раунде победил опытного греческого гейткипера проживающего в Германии Евгениоса Лазаридиса (17-3), у которого правда перед эти боем, из-за коронавирусной пандемии COVID-19 и жёсткого коронавирусного карантина в Германии, был полуторалетний простой без боёв.
25 марта 2023 года в Гамбурге (Германия) нокаутировал в 3 раунде возрастного немецкого джорнимэна Мухамеда Али Дурмаза (32-33, 30 КО). Стартовый раунд оба провели пассивно присматриваясь друг к другу. Более молодой и габаритный Захожий поддавливал ветерана, тот изредка взрывался навстречу. Второй раунд Захожий начал активно работать по блоку, а немец в свою очередь стал реже бросаться с ударами. В третьей трехминутке фаворит нанес серию ударов в корпус и нокаутировал ветерана ударом в печень.

#### Бой за титул EBU
После нескольких подряд срывов боя за вакантный титул чемпиона Европы по версии EBU в тяжёлом весе (пояс стал вакантным после того, как его освободил Агит Кабаел), организация предписала Захожему встретиться с ожидающим соперника немцем Гранитом Шалой. Поединок состоялся 13 апреля 2024 года в Берлине (Германия). Александр Захожий во втором раунде отправил в нокдаун своего соперника, тот поднялся, но впоследствии снова оказался на канвасе. Захожий одержал 15 досрочную победу на профессиональном ринге, завоевав титул чемпиона Европы по версии EBU в хевивейте.

#### Бой с Лабинотом Джоджайем
23 ноября 2024 года в Гейдельберге (Германия) должен был отстаивать титул с 40-летним швейцарцем Арнольдом Джерджяйем, но в последний момент Арнольд получил травму и был заменен на 31-летнего Лабинота Ходжайя (19-0, 16 КО). Бой сразу пошел не по сценарию. Украинец обладая огромным преимуществом в росте и весе (более 20 кг) начал пропускать Ходжайя в среднюю и ближнюю дистанцию, где косовский боксер агрессивно и удачно действовал размашистыми хуками. Джебы чемпиона же были неточными и неэффективными в том числе из-за разницы в росте. Во 2-м раунде украинец попал левым хуком отправив Ходжайя в нокдаун. Претендент смог встать и даже чуть выровнять концовку раунда точным правым попаданием. Последующие раунды кроме 5-го остались за претендентом: он смело шёл вперед, агрессивничал, попадал на удобной дистанции, выглядел значительно лучше разбалансированного и уставшего чемпиона. Захожему приходилось часто нарушать правила отталкивать соперника и наваливаться в клинче, чтобы остановить агрессивного претендента. В 10-м раунде за 10 секунд до конца раунда Захожий оказывается в нокдауне нахватавшись ударов и истратив все силы. Гонг спасает Захожего. По итогам 12-ти раундов: 116—110 дважды и 115—111 в пользу нового чемпиона Европы Ходжайя.

## Статистика профессиональных боёв
В таблице перечислены результаты всех поединков боксёров.
В каждой строке указан результат поединка. Дополнительно номер поединка обозначен цветом, который обозначает итог поединка. Расшифровка обозначений и цветов представлена в нижеследующей таблице.
| Пример | Расшифровка                     |
| ------ | ------------------------------- |
|        | Победа                          |
|        | Ничья                           |
|        | Поражение                       |
|        | Планируемый поединок            |
|        | Поединок признан несостоявшимся |
| КО     | Нокаут                          |
| ТКО    | Технический нокаут              |
| PTS    | Решение судей (по очкам)        |
| UD     | Единогласное решение судей      |
| MD     | Решение большинства судей       |
| SD     | Раздельное решение судей        |
| RTD    | Отказ от продолжения боя        |
| DQ     | Дисквалификация                 |
| NC     | Поединок признан несостоявшимся |

| 20 поединков, 19 побед (15 нокаутом), 1 поражение. | 20 поединков, 19 побед (15 нокаутом), 1 поражение. | 20 поединков, 19 побед (15 нокаутом), 1 поражение. | 20 поединков, 19 побед (15 нокаутом), 1 поражение. | 20 поединков, 19 побед (15 нокаутом), 1 поражение.                | 20 поединков, 19 побед (15 нокаутом), 1 поражение. | 20 поединков, 19 побед (15 нокаутом), 1 поражение. |
| Бой                                                | Рекорд                                             | Дата боя                                           | Соперник                                           | Место проведения боя                                              | Результат                                          | Дополнительно |
| -------------------------------------------------- | -------------------------------------------------- | -------------------------------------------------- | -------------------------------------------------- | ----------------------------------------------------------------- | -------------------------------------------------- | --- |
| 20                                                 | 19-1                                               | 23 ноября 2024                                     | Лабинот Ходжай (19-0-1)                            | Olympiastuetzpunkt, Гейдельберг, Германия                         | UD 12                                              | Утратил титул чемпиона Европы по версии EBU в тяжёлом весе. Счёт судей: 111-115, 110-116 (дважды). Ходжай в нокдауне в 2-м раунде. Захожий в нокдауне в 10-м раунде. |
| 19                                                 | 19-0                                               | 13 апреля 2024                                     | Гранит Шала (15-0)                                 | AGON Sportpark, Берлин, Германия                                  | KO 2 (12), 2:25                                    | Завоевал титул чемпиона Европы по версии EBU в тяжёлом весе. |
| 18                                                 | 18-0                                               | 25 марта 2023                                      | Мухаммед Али Дурмаз (32-33)                        | Grand Elysée, Гамбург, Германия                                   | KO 3 (8), 2:50                                     | |
| 17                                                 | 17-0                                               | 26 марта 2022                                      | Евгениос Лазаридис (17-3)                          | Вестфаленхален, Дортмунд,Германия                                 | ТКО 1 (8), 2:42                                    | |
| 16                                                 | 16-0                                               | 22 января 2022                                     | Павел Соур (14-6)                                  | Boxclub Home of Champions-Ka, Эггенштайн-Леопольдсхафен, Германия | ТКО 3 (10), 1:15                                   | |
| 15                                                 | 15-0                                               | 17 апреля 2021                                     | Сергей Вервейко (11-3)                             | Boxclub Home of Champions-Ka, Эггенштайн-Леопольдсхафен, Германия | TKO 1 (10), 1:19                                   | Завоевал титул чемпиона Франкоязычных стран по версии WBC Francophone в тяжёлом весе.                                                                                |
| 14                                                 | 14-0                                               | 1 августа 2020                                     | Константин Довбыщенко (7-6-1)                      | Equides Club, Лесники, Украина                                    | UD 8                                               | Счёт судей: 78-74, 77-75 (дважды). |
| 13                                                 | 13-0                                               | 11 октября 2019                                    | Кевин Джонсон (34-14-1)                            | Palazzohalle, Карлсруэ, Германия                                  | UD 8                                               | Счёт судей: 80-72, 80-73, 79-73. |
| 12                                                 | 12-0                                               | 15 июня 2019                                       | Срдан Говедарица (7-7)                             | КВЦ «Парковый», Киев, Украина                                     | КО 2 (8), 1:01                                     | |
| 11                                                 | 11-0                                               | 27 апреля 2019                                     | Мариано Рубен Диас Штрунц (13-13-1)                | Palazzohalle, Карлсруэ, Германия                                  | TKO 8 (8), 2:22                                    | |
| 10                                                 | 10-0                                               | 15 декабря 2018                                    | Иринеу Беато Коста Джуниор (19-8)                  | КВЦ «Парковый», Киев, Украина                                     | KO 3 (8), 1:43                                     | |
| 9                                                  | 9-0                                                | 14 сентября 2018                                   | Рихардс Бигис (13-6)                               | Palazzohalle, Карлсруэ, Германия                                  | TKO 1 (6), 2:50                                    | |
| 8                                                  | 8-0                                                | 17 июня 2018                                       | Иван Лисица (3-9)                                  | КВЦ «Парковый», Киев, Украина                                     | UD 6                                               | Счёт судей: 60-52, 60-53, 60-54. |
| 7                                                  | 7-0                                                | 10 марта 2018                                      | Гиоргий Копадзе (3-5)                              | Palazzohalle, Карлсруэ, Германия                                  | KO 3 (6), 0:39                                     | |
| 6                                                  | 6-0                                                | 7 января 2018                                      | Золтан Чала (11-14)                                | Mach1, Карлсруэ, Германия                                         | KO 1 (6), 1:29                                     | |
| 5                                                  | 5-0                                                | 18 ноября 2017                                     | Милош Доведан (2-32)                               | Karlsberg FanHalle Nord, Кайзерслаутерн, Германия                 | KO 1 (6), 1:42                                     | |
| 4                                                  | 4-0                                                | 11 ноября 2017                                     | Дразан Янянин (17-17)                              | Werner-Seelenbinder-Sportpark, Берлин, Германия                   | KO 2 (6), 2:14                                     | |
| 3                                                  | 3-0                                                | 12 августа 2017                                    | Ираклий Гвенетадзе (7-4)                           | Fischbachhalle, Саарбрюккен, Германия                             | UD 6                                               | Счёт судей: 60-52, 58-54, 57-54. |
| 2                                                  | 2-0                                                | 22 июля 2017                                       | Томаш Мразек (10-65-6)                             | Карлсруэ, Германия                                                | TKO 4 (6), 1:10                                    | |
| 1                                                  | 1-0                                                | 17 июня 2017                                       | Давит Гогишвили (12-5)                             | Pavelló Municipal Font de Sant Lluís, Валенсия, Испания           | KO 1 (6)                                           | Профессиональный дебют. |
| Бой                                                | Рекорд                                             | Дата боя                                           | Соперник                                           | Место проведения боя                                              | Результат                                          | Дополнительно |

## Достижения

### Профессиональные
- 2021 — 2023   чемпион Франкоязычных стран по версии WBC Francophone.
- 2024 — чемпион Европы по версии EBU.